# Kavlabron
Kavlabron är ett namn på olika tiders broar vid den tidigare fästningen Rumlaborg i Huskvarna, nära Huskvarnaåns utlopp i Vättern.
De senaste bron med detta namn är en viadukt norr om Rumlaborg över E4 för Huskvarnavägen. Denna leder trafik från Vättersnäs i Jönköping, vilken går fram till den tidigare huvudinfarten till Huskvarna centrum från Riksväg 1 och Jönköping, där Jönköpingsvägen, Odengatan och Torsgatan sammanstrålar. Denna Kavlabro har ett läge en bit norrut från de Kavlabroar som sedan Medeltiden lett väg- och gångtrafik över Huskvarnaån. Den senaste Kavlabron anlades på 1960-talet i samband med byggandet av E4 som motorväg genom Huskvarna genom ombyggnad av Autostradan till motorvägsstandard och anläggandet av en en ny motorväg längs stranden fram till Brunstorp som ersättning till Grännavägen. Denna vägsträckning invigdes i etapper 1967 och 1968.
Huskvarnaån är inte något stort vattendrag, men sumpmarkerna vid åns nedre lopp har historiskt inneburit svårigheter att ta sig över den. Den ursprungliga Kavlabron, eller Hûûsbro som den benämndes på 1600-talet efter Rumlaborg, var en av de två medeltida kavelbroar över Huskvarnaån som upptäckts. Den andra låg någon kilometer längre upp i ådalen. Den första Kavlabron låg omedelbart sydväst om fästningen Rumlaborg, vilken anlades efter beslut av Albrekt av Mecklenburg 1366. Det är inte känt när den första Kavlabron byggdes, eller när äldre ersättare, också av trä, byggts. Den sista vägbron Kavlabron ersattes 1925 av en ny landsvägsbro mot Vättersnäs något längre norrut vid ändring av vägsträckningen. 
Åren 1945–1946 byggdes Rumlaborgsbron för Riksväg 1 och Autostradan och den gamla Kavlabron revs omkring 1967.
Det gamla broläget sydväst om Rumlaborg har fortsatt av utnyttjats för lokalbroar. Längre söderut, i höjd med Esplanaden, byggdes 1934 träbron "Suckarnas bro" eller Sannabron för cykel- och gångtrafik, i samarbete mellan Jönköpings stad och Huskvarna stad. Den var 75 meter lång och 2,4 meter bred och uppfördes av arbetslösa Huskvarnabor. Den blev aldrig stadigt förankrad i kärret och revs 1858. Senare under 1960-talet byggdes den nya infarten till Huskvarna med Esplanadbron där.

## Bildgalleri

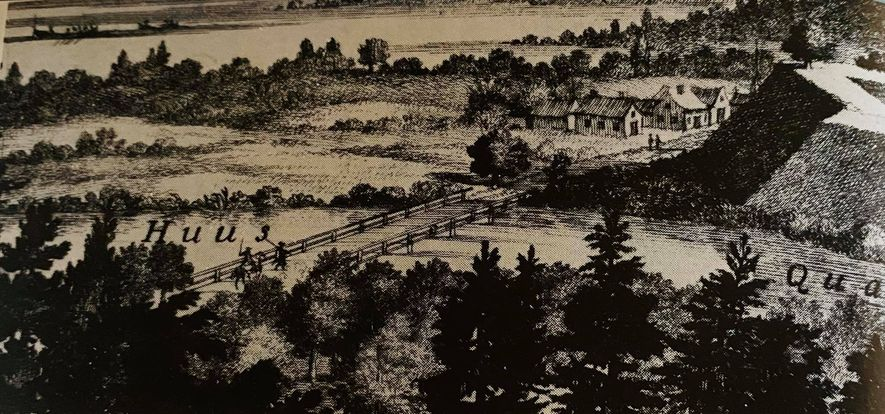
Kavlabron på detalj ur Suecia antiqua et hodierna från 1708
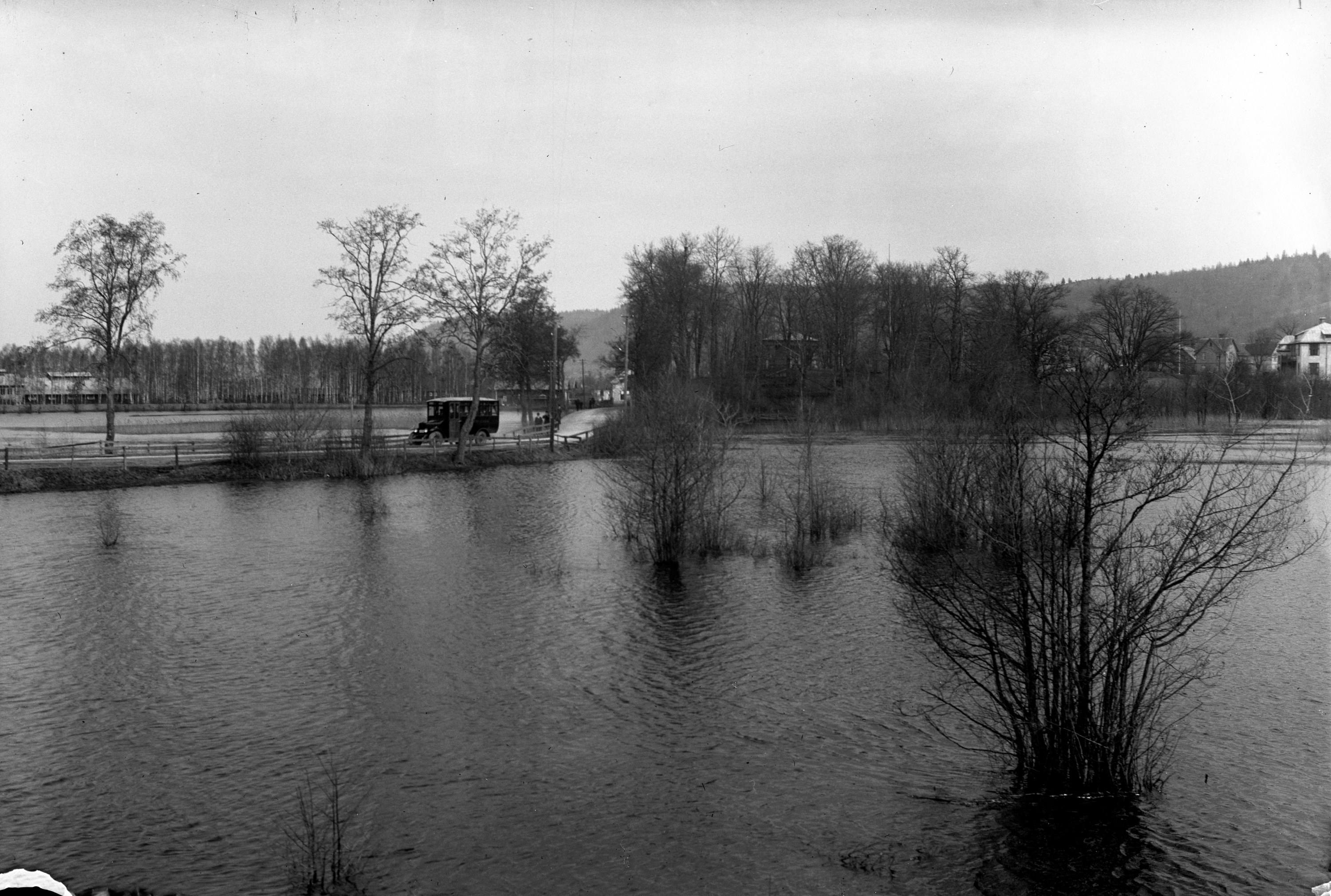
Kavlabron vid översvämning av Huskvarnabron, 1920-talet
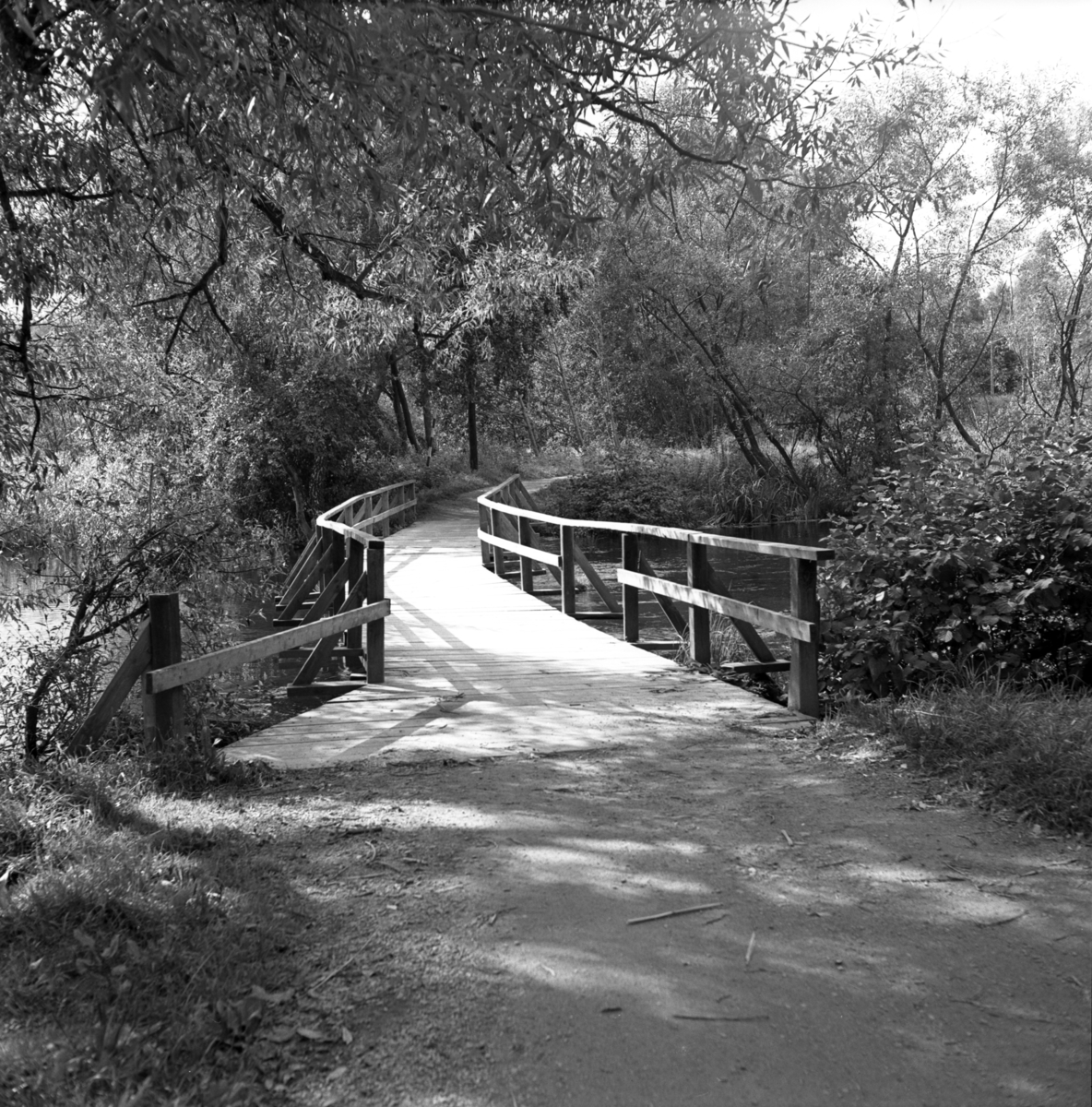
Kavlabron, 1950-talet. Foto: Conny Rich.
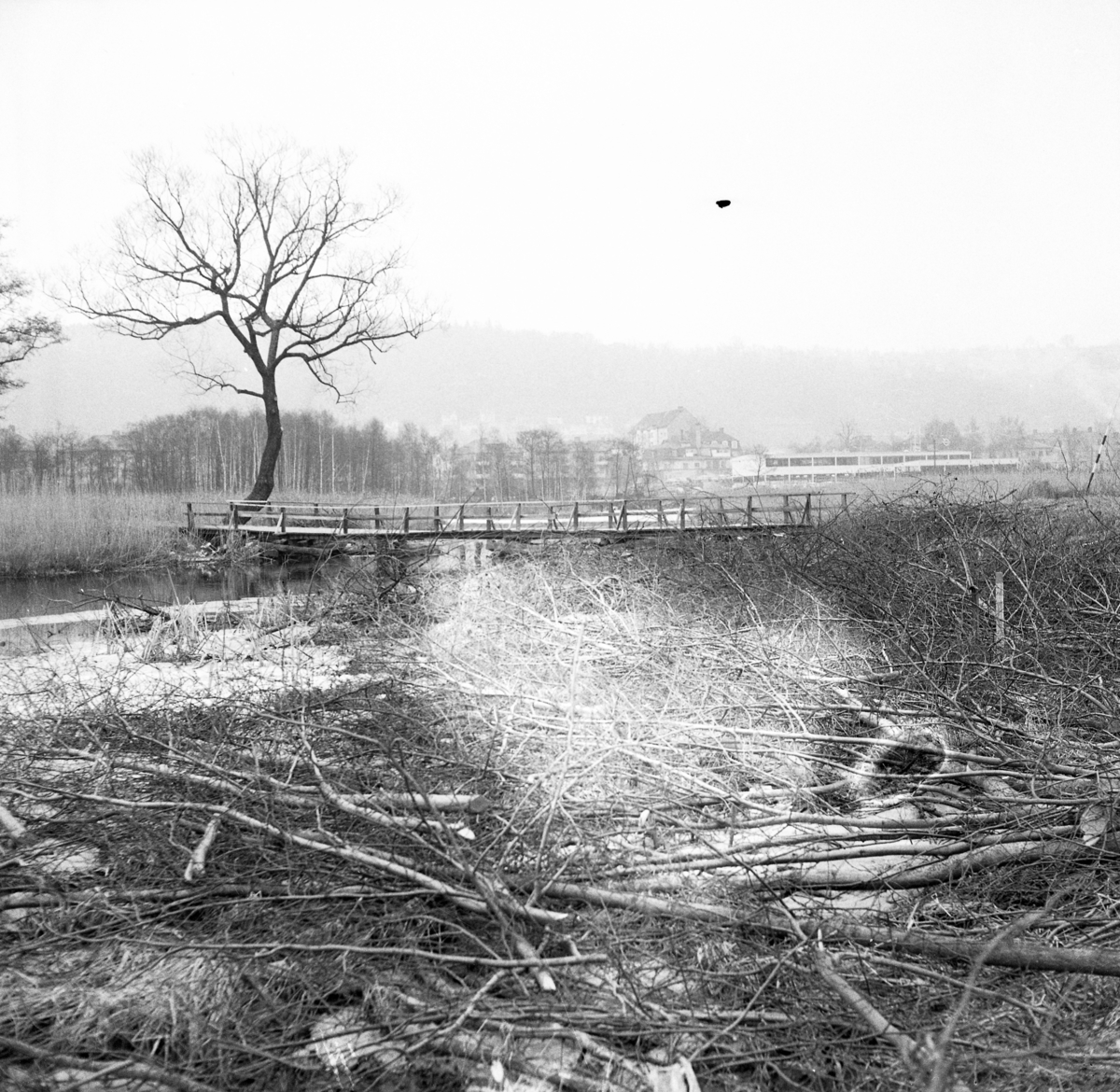
Kavlabron, 1960-talet. Foto: Conny Rich.
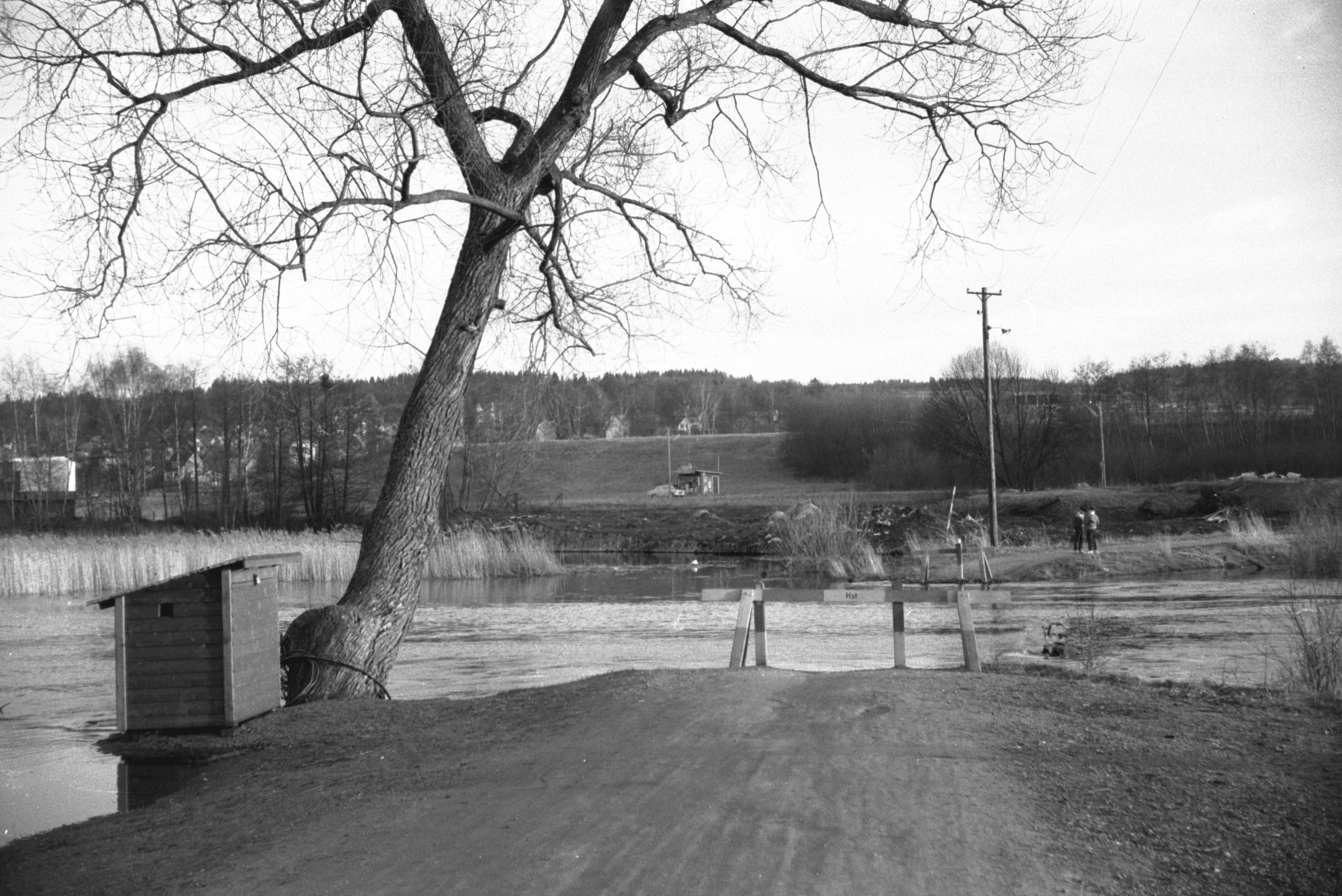
Översvämning av Huskvarnaån vid Kavelbron, 1960-tal

## Att läsa vidare
- Stig Jonsson: Huskvarna – Hakarp under 100 år, Huskvarna 2004, ISBN  91-85692-57-3